# Michael C. Lovell
Michael Christopher Lovell, né le 11 avril 1930 et mort le 28 décembre 2018, est un économiste américain. 

## Biographie
Il est le fils de R. Ivan Lovell, professeur d'histoire à l'Université Willamette de 1937 à 1966 et le frère cadet d'Hugh Gilbert Lovell, également économiste.
Originaire de Cambridge, Massachusetts, Lovell obtient son doctorat à l'Université Harvard avec une thèse sur les inventaires qui est ensuite publiée en partie dans Econometrica,.
Il est professeur Chester D. Hubbard d'économie et de sciences sociales à l'Université Wesleyenne de 1969 à 2002, professeur d'économie à Carnegie-Mellon de 1963 à 1969 et professeur adjoint d'économie à Yale de 1958 à 1963.